# 屏東市
22°39′N 120°29′E / 22.650°N 120.483°E
屏東市，舊稱「阿猴」、「阿緱」、「阿猴城」，位於臺灣屏東縣西方偏北，屏東縣縣治所在地，鄰近高雄市區，為高雄都會區的一部分。市內人口約有19.2萬人，是屏東縣人口最多的行政區，也是臺灣人口第三多的縣轄市（僅次於彰化市及竹北市）。
屏東市地處屏東平原之上，地勢平坦，物產豐富，充滿南國風情，氣候上則屬熱帶季風氣候，年均溫約25℃，也因為是全台灣日照時數最長的城市，而有「太陽城」的封號。日治時期已設有屏東機場，在二戰後留有許多航空基地及軍事設施，因此國民政府進駐屏東市的部隊以空軍居多。基於解決陸續進駐的空軍部隊及其眷屬的居住需求，屏東市前後興建了約20個眷村及3個職務官舍。自1970年代起，政府陸續推動屏東工業區、加工出口區、汽車產業園區等二級產業用地，並積極開發崇蘭、潭仔墘、北勢頭等地。2015年後，完成屏潮段鐵路高架化，對屏東中心商業區進行都市更新，並爭取高鐵、高雄捷運的進駐。

## 歷史
屏東市舊名「阿猴」（「阿」或作「雅」、「啞」，「猴」或作「緱」），原為平埔族阿猴社的故地，荷蘭文獻在1646年地方長老會議以後記載為（或是在《熱蘭遮城日記》1644年9月6日曾出現一次的記載）。高雄文史工作者呂自揚認為，阿猴社即是在1635年聖誕節，在搭加里揚之戰中遭荷蘭新港社聯軍攻擊，而從堯港、岡山平原附近、今阿公店溪南岸，遷逃到今屏東市的大社搭加里揚社，自1646年改名為阿猴社。
關於屏東市漢人入墾的時間眾說紛紜，一說屏東市在清康熙21年（1684年）漢人移入建立村落，由福建省漳州府海澄縣的居民渡海而來，在乾隆年間出現了市集；另說清康熙42年（1703年）時，有方、江、李三姓的福佬移民共同為墾首，盛大招募佃農進行開墾；或以清乾隆3年（1738年）創建慈鳳宮，與乾隆23年（1758年）余文儀《續修台灣府志》出現阿猴街記載之事，推論漢人應於雍正年代末期進入墾拓。總之，屏東市在乾隆中葉已經出現街市，時稱「阿猴街」，亦設有阿猴汛。乾隆50年（1785年）縣丞署自阿里港改設於阿猴街，至此阿猴成為下淡水溪以東之行政中心。清道光16年（1836年）建築城牆以防盜賊及械鬥，同時城外以西之大埔聚落亦逐漸發展。
日治初設阿猴廳。 明治37年（1904年） 進行舊街庄名「改正」，將阿緱街與大埔庄合併，並於隔年用字改為阿緱廳（日语： Akō Chō)，廳治在今屏東市。明治42年（1909年）又因地方官制之改變，將原蕃薯寮、恆春二廳之管轄區域與阿緱廳合併，增加其管轄範圍，使阿猴成為台灣最南之廳治。南昌製糖於公館一帶設立新式製糖廠， 1905年竣工成為屏東平原內首家新式製糖廠；台灣製糖株式會社於1907年規劃建造阿緱歸來工廠，翌年底屏東糖廠完工，奠定了屏東市的經濟基礎。日人亦修築鐵路，1913年下淡水溪鐵橋竣工，大幅改善屏東對外鐵路運輸，加速各產業發展。1920年代，出於管理原住民需要，日本政府於屏東市街西北方崇蘭設立飛行場，後轉由軍事用途，即今日屏東機場。
1920年臺灣地方改制，以清代設立的屏東書院，將此地易名為「屏東(へいとう/Heitō)」，設置屏東街隸屬屏東郡，民間廣泛的說法是得名自半屏山之東。崇蘭、頭前溪、海豐、歸來、公館、大湖等區域併入市街後，街內總人口數增加至近兩萬兩千人。1933年升格屏東市。
1945年戰後，屏東市設置為省轄市，成立「屏東市政府」，並將市區劃分為東區、南區、北區、中區，1946年4月再將萬丹鄉、長興鄉（含今麟洛鄉）、九塊鄉自高雄縣劃入，改稱萬丹區、長治區、九如區。1950年10月1日行政區域調整，與高雄縣屏東區、潮州區、東港區、恆春區合併成立屏東縣，「市政府」改為屏東縣政府，並將萬丹區、長治區、九如區等三區自「屏東市」析出，改制為萬丹鄉、長治鄉、九如鄉。1951年11月30日將東區、南區、北區、中區等四區裁撤歸併為現今「屏東市」，共轄95里。
之後境內歷經三次里數變更。至2021年9月6日起，屏東市的行政區劃調整為59里，共計1,320鄰，並仍置7個聯合里辦公室，唯此聯合里次分區與屏東市在省轄市時期下轄的各個市轄區並無直接關係。

## 地理

### 地形
屏東市北以屏東機場跟九如鄉相接、東北與長治鄉為臨，東以麟洛鄉為居及衛星城市，南接萬丹鄉，西北及西南以高屏溪各與大樹區及大寮區相對。地處屏東平原西側，為高屏溪、牛稠溪及武洛溪的沖積平原，平原面積佔100%，海拔高度介於18公尺至30公尺，全市平均坡度0.22%，市區部分之坡度則為0.14%。地勢較周遭鄉鎮高出約5公尺，為一不明顯的台地。

### 水文
主要流經河川有高屏溪與高屏溪於屏東市的兩大支流萬年溪及殺蛇溪。

### 氣候
屏東市氣候特徵為夏雨冬乾，為典型的熱帶季風氣候，夏季時，因來自台灣海峽的西南季風與中央山脈交會，而產生特有的午後雷陣雨(俗稱西北雨)，主要降水範圍於荖濃溪以南、士文溪以北、高屏溪以東、中央山脈以西，每場雨時間約2~4小時左右，年降雨量約2215.3毫米，平均降雨日120天。冬季時，因西面有大武山與中央山脈為屏障，阻隔了冷冽的東北季風南下，使屏東的冬天並不明顯，加上緯度偏低，全年日照充足，除了寒流來襲期間，在冬季仍可享受南國溫煦的陽光，造就屏東有豐富的農業物產。屏東年均溫約攝氏25度，月平均濕度在81%~88%之間。
| 屏東(平均數據1991–2020 極端數據1995至今)                                           | 屏東(平均數據1991–2020 極端數據1995至今) | 屏東(平均數據1991–2020 極端數據1995至今) | 屏東(平均數據1991–2020 極端數據1995至今) | 屏東(平均數據1991–2020 極端數據1995至今) | 屏東(平均數據1991–2020 極端數據1995至今) | 屏東(平均數據1991–2020 極端數據1995至今) | 屏東(平均數據1991–2020 極端數據1995至今) | 屏東(平均數據1991–2020 極端數據1995至今) | 屏東(平均數據1991–2020 極端數據1995至今) | 屏東(平均數據1991–2020 極端數據1995至今) | 屏東(平均數據1991–2020 極端數據1995至今) | 屏東(平均數據1991–2020 極端數據1995至今) | 屏東(平均數據1991–2020 極端數據1995至今) |
| 月份                                                                               | 1月                                      | 2月                                      | 3月                                      | 4月                                      | 5月                                      | 6月                                      | 7月                                      | 8月                                      | 9月                                      | 10月                                     | 11月                                     | 12月                                     | 全年                                     |
| ---------------------------------------------------------------------------------- | ---------------------------------------- | ---------------------------------------- | ---------------------------------------- | ---------------------------------------- | ---------------------------------------- | ---------------------------------------- | ---------------------------------------- | ---------------------------------------- | ---------------------------------------- | ---------------------------------------- | ---------------------------------------- | ---------------------------------------- | ---------------------------------------- |
| 历史最高温 °C（°F）                                                                | 33.2 (91.8)                              | 34.7 (94.5)                              | 37.9 (100.2)                             | 37.4 (99.3)                              | 38.9 (102.0)                             | 39.7 (103.5)                             | 38.2 (100.8)                             | 37.3 (99.1)                              | 38.8 (101.8)                             | 36.5 (97.7)                              | 35.3 (95.5)                              | 32.4 (90.3)                              | 39.7 (103.5)                             |
| 平均高温 °C（°F）                                                                  | 25.1 (77.2)                              | 26.2 (79.2)                              | 28.2 (82.8)                              | 30.3 (86.5)                              | 32.2 (90.0)                              | 33.3 (91.9)                              | 33.5 (92.3)                              | 32.8 (91.0)                              | 32.7 (90.9)                              | 31.3 (88.3)                              | 29.2 (84.6)                              | 26.1 (79.0)                              | 30.1 (86.1)                              |
| 日均气温 °C（°F）                                                                  | 19.2 (66.6)                              | 20.5 (68.9)                              | 22.8 (73.0)                              | 25.3 (77.5)                              | 27.4 (81.3)                              | 28.5 (83.3)                              | 28.6 (83.5)                              | 28.0 (82.4)                              | 27.6 (81.7)                              | 26.3 (79.3)                              | 24.0 (75.2)                              | 20.6 (69.1)                              | 24.9 (76.8)                              |
| 平均低温 °C（°F）                                                                  | 15.1 (59.2)                              | 16.1 (61.0)                              | 18.5 (65.3)                              | 21.4 (70.5)                              | 23.9 (75.0)                              | 25.0 (77.0)                              | 25.2 (77.4)                              | 24.9 (76.8)                              | 24.5 (76.1)                              | 22.9 (73.2)                              | 20.3 (68.5)                              | 16.6 (61.9)                              | 21.2 (70.2)                              |
| 历史最低温 °C（°F）                                                                | 5.5 (41.9)                               | 8.2 (46.8)                               | 6.9 (44.4)                               | 13.8 (56.8)                              | 18.5 (65.3)                              | 20.8 (69.4)                              | 22.1 (71.8)                              | 21.0 (69.8)                              | 21.0 (69.8)                              | 17.7 (63.9)                              | 10.7 (51.3)                              | 6.1 (43.0)                               | 5.5 (41.9)                               |
| 平均降水量 mm（）                                                                  | 16.9 (0.67)                              | 16.8 (0.66)                              | 26.7 (1.05)                              | 65.9 (2.59)                              | 197.9 (7.79)                             | 445.2 (17.53)                            | 508.9 (20.04)                            | 586.6 (23.09)                            | 311.1 (12.25)                            | 62.8 (2.47)                              | 21.1 (0.83)                              | 17.2 (0.68)                              | 2,277.1 (89.65)                          |
| 平均降水天数                                                                       | 3.2                                      | 3.0                                      | 3.5                                      | 5.4                                      | 9.8                                      | 12.0                                     | 15.7                                     | 18.8                                     | 13.1                                     | 5.6                                      | 3.2                                      | 3.1                                      | 96.4                                     |
| 平均相對濕度（％）                                                                 | 76.4                                     | 76.3                                     | 74.8                                     | 75.2                                     | 77.4                                     | 79.0                                     | 80.5                                     | 83.2                                     | 80.8                                     | 77.8                                     | 76.5                                     | 75.9                                     | 77.8                                     |
| 月均日照時數                                                                       | 174.0                                    | 169.7                                    | 186.9                                    | 180.3                                    | 181.2                                    | 175.3                                    | 187.4                                    | 167.0                                    | 164.6                                    | 188.2                                    | 166.9                                    | 149.2                                    | 2,090.7                                  |
| 来源：Central Weather Administration (precipitation days 1995–2020, sun 2001–2020) |                                          |                                          |                                          |                                          |                                          |                                          |                                          |                                          |                                          |                                          |                                          |                                          |                                          |

### 人口
根據屏東縣屏東市戶政事務所及內政部戶政司統計，2024年底屏東市戶數約7.8萬戶，人口約19.3萬人，為屏東縣人口第一大城市，是臺灣人口第三大縣轄市，也是高雄都會區人口第五多的三級行政區。市內人口最多與最少的里分別是崇蘭里與頂宅里，2024年底兩里人口分別為9,813人與541人，其中崇蘭里也是屏東縣人口最多的村里，其它市內人口較多的里包括大武里、崇陽里、瑞光里、北興里、永安里、勝利里，此六里與崇蘭里的總人口數，約佔全市人口數的三成左右。
1951年，屏東市由省轄市改制為縣轄市時，人口82,746人，其後人口逐年增加。該市人口分別在1955年突破10萬人、1985年突破20萬人、1990年突破21萬人，唯此後人口成長速度逐漸趨緩。2005年6月，屏東市人口達到217,137人的最顛峰值，爾後開始減少，自2005年起已連續16年負成長，並在2018年8月跌破20萬人，也在2020年8月被竹北市超越，退為臺灣人口第三多的縣轄市。
屏東市與屏東縣其他地區相同，面臨嚴重人口老化及少子化的問題。2024年底時，屏東市有11.46%的人口在0至14歲，68.48%是15至64歲人口，65歲以上人口則有20.07%，老化指數約為175.18%。

## 政治

### 歷屆市長
| 屆次       | 姓名   | 黨籍       | 就任時間       | 卸任時間       | 備註 |
| 代理       | 魏耀沌 | 中國國民黨 | 年月日         | 年月日         | 縣政府民政局長兼代 |
| 1          | 李世昌 | 中國國民黨 | 1951年7月2日   | 1954年7月1日   | 民選首任 |
| 2          | 張朝任 | 中國國民黨 | 1954年7月1日   | 1957年7月1日   | |
| 3          | 張朝任 | 中國國民黨 | 1957年7月1日   | 1960年1月17日  | |
| 4          | 邱慶德 | 中國國民黨 | 1960年1月17日  | 1964年3月1日   | |
| 5          | 邱慶德 | 中國國民黨 | 1964年3月1日   | 1968年3月1日   | |
| 6          | 張河川 | 中國國民黨 | 1968年3月1日   | 1973年4月1日   | |
| 7          | 張河川 | 中國國民黨 | 1973年4月1日   | 1977年12月30日 | |
| 8          | 董榮芳 | 中國國民黨 | 1977年12月30日 | 1982年3月1日   | |
| 9          | 董榮芳 | 中國國民黨 | 1982年3月1日   | 1986年3月1日   | |
| 10         | 容滋浩 | 無黨籍     | 1986年3月1日   | 1990年3月1日   | |
| 11         | 容滋浩 | 無黨籍     | 1990年3月1日   | 1994年3月1日   | |
| 12         | 黃清漢 | 中國國民黨 | 1994年3月1日   | 1998年3月1日   | |
| 13         | 王進士 | 中國國民黨 | 1998年3月1日   | 2002年3月1日   | |
| 14         | 王進士 | 中國國民黨 | 2002年3月1日   | 2006年3月1日   | |
| 15         | 葉壽山 | 中國國民黨 | 2006年3月1日   | 2010年3月1日   | |
| 16         | 葉壽山 | 中國國民黨 | 2010年3月1日   | 2014年12月25日 | |
| 17         | 林亞蒓 | 中國國民黨 | 2014年12月25日 | 2017年4月24日  | 因涉嫌貪污一審遭臺灣屏東地方法院判處16年有期徒刑、褫奪公權5年                                                          |
| 代理       | 程清水 | 中國國民黨 | 2017年4月24日  | 2018年12月25日 | 屏東縣政府指派代理 |
| 18         | 林恊松 | 中國國民黨 | 2018年12月25日 | 2020年7月2日   | 因涉嫌貪污遭到收押停職                                                                                                 |
| 代理       | 程清水 | 中國國民黨 | 2020年7月3日   | 2020年9月8日   | 屏東縣政府指派代理 |
| （18）復職 | 林恊松 | 中國國民黨 | 2020年9月8日   | 2021年9月29日  | 屏東地方法院裁定林恊松交保後申請復職 2021年9月因涉嫌貪污一審遭臺灣屏東地方法院判處有期徒刑7年、禠奪公權3年，將再被停職 |
| 代理       | 程清水 | 中國國民黨 | 2021年9月30日  | 2022年12月25日 | 屏東縣政府指派代理 |
| 19         | 周佳琪 | 中國國民黨 | 2022年12月25日 | 現任           | |

### 市政組織

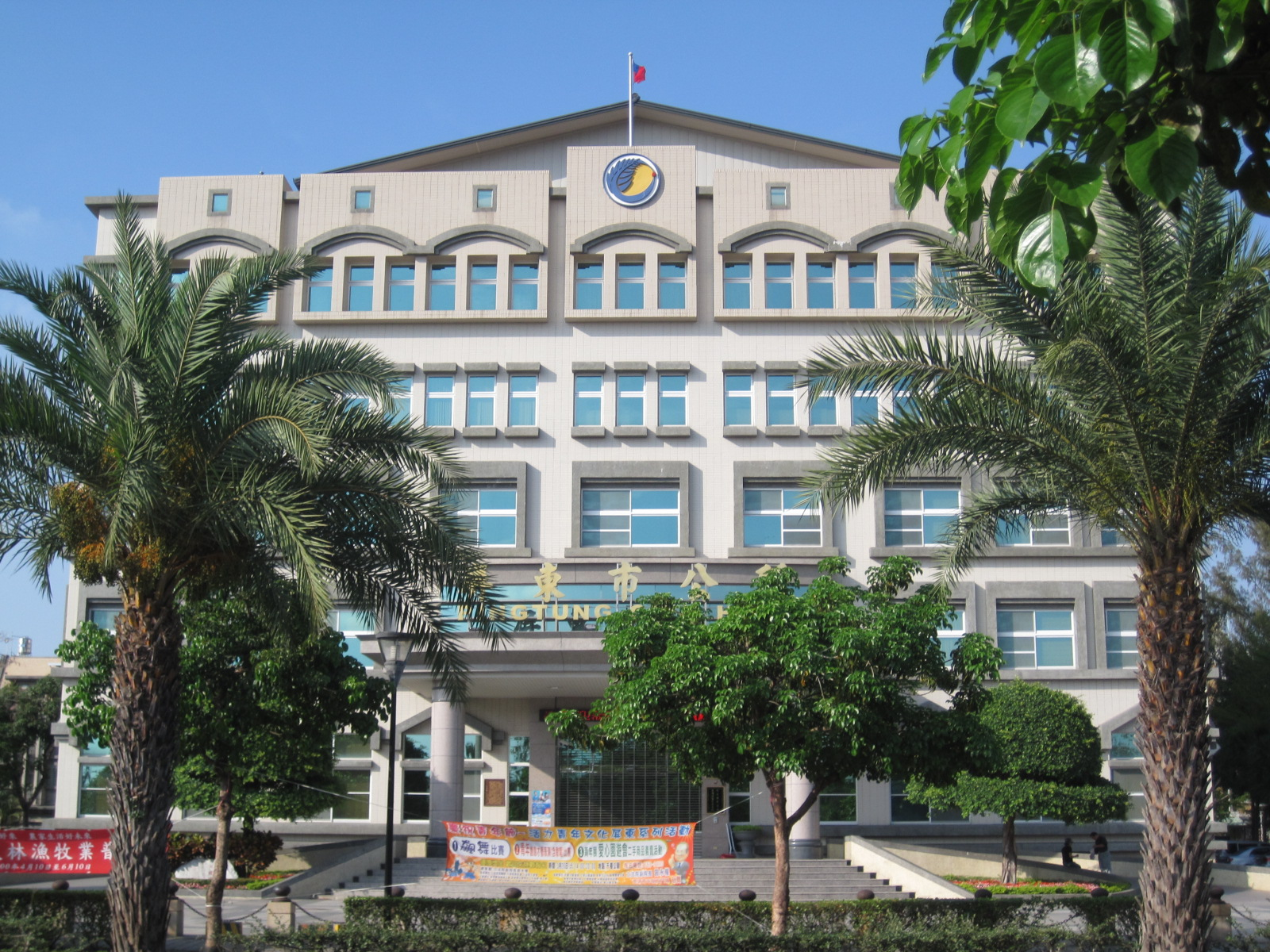
屏東市公所

屏東市公所是屏東縣屏東市最高層級的地方行政機關，在中華民國政府架構中為縣轄市自治的行政機關，同時負責執行縣政府及中央機關委辦事項。屏東市的自治監督機關為屏東縣政府。市長由全體市民直接選舉產生，任期為四年，可連選連
任一次。屏東市公所並置市政會議，為市政最高決策機構，在市長之下，設有6課6室等12個行政單位及6個附屬單位。

屏東市民代表會是屏東市的最高民意機關，代表屏東市全體市民立法和監察市政。市民代表由公民直選選出，任期為四年，可連選連任。共有23位市民代表，北區選區9席市民代表、南區選區8席市民代表、東區選區5席市民代表、中區選區1席市民代表，主席、副主席由23位市民代表互選產生。

屏東市為屏東縣議會第一選區，在屏東縣議會53席縣議員中，屏東市共選出12席縣議員。

### 行政區

屏東市行政區劃（2021年調整里鄰前）

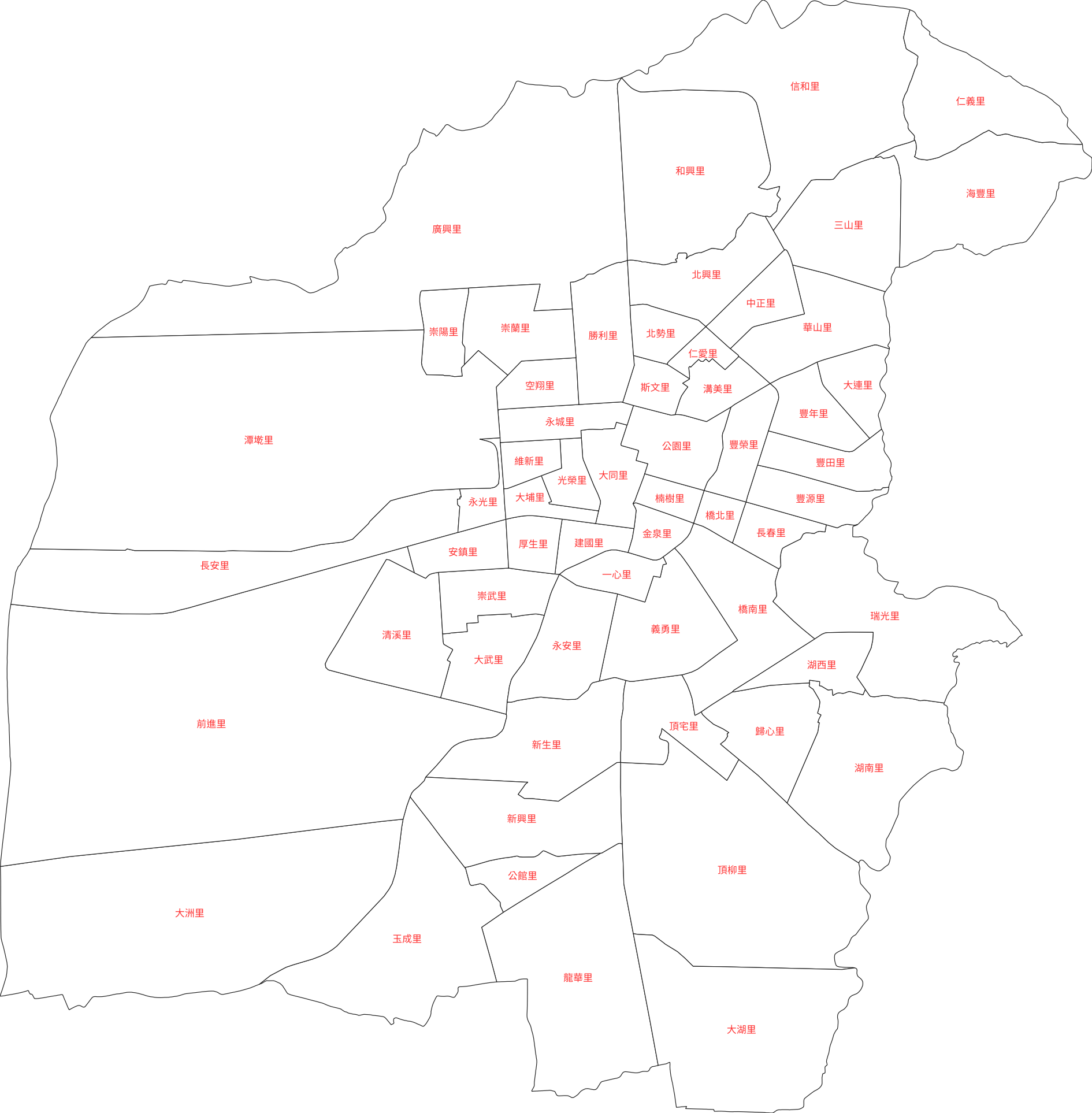
屏東市行政區劃（2021年調整里鄰後）

現今屏東市行政範圍的確立，來自於1950年10月，調整行政區域，將原屬屏東市的萬丹、九如、長治三區劃出並改為鄉，調整後的屏東市轄有中區、東區、南區、北區等4個區。1951年11月將中、東、南、北區合併裁撤為縣轄市。
屏東市共轄59個里，其行政區域分布情形為：
| 次分區 | 里名   | 里名   | 里名   | 里名   | 里名   | 里名   | 里名   | 里名   | 里名   | 里名   | 里名   | 里名   | 里名   |
| ------ | ------ | ------ | ------ | ------ | ------ | ------ | ------ | ------ | ------ | ------ | ------ | ------ | ------ |
| 東一區 | 楠樹里 | 橋北里 | 豐田   | 豐源里 | 金泉里 | 橋南里 | 長春里 | 豐榮里 | 大連里 | 豐年   |        |        |        |
| 東二區 | 歸心   | 湖南里 | 湖西里 | 瑞光里 |        |        |        |        |        |        |        |        |        |
| 北一區 | 廣興里 | 崇蘭里 | 潭墘里 | 崇陽里 | 永城   | 空翔里 | 勝利里 |        |        |        |        |        |        |
| 北二區 | 斯文里 | 華山里 | 北興里 | 中正里 | 海豐里 | 信和里 | 仁愛里 | 北勢里 | 溝美里 | 三山里 | 仁義里 | 和興里 | 公園里 |
| 南一區 | 大洲里 | 清溪里 | 崇武里 | 永光里 | 前進里 | 大武里 | 長安里 | 安鎮里 |        |        |        |        |        |
| 南二區 | 新生里 | 頂宅里 | 公館里 | 玉成里 | 大湖   | 建國里 | 一心   | 義勇里 | 永安里 | 頂柳里 | 新興里 | 龍華里 | 厚生里 |
| 中區   | 光榮里 | 大埔里 | 大同里 | 維新里 |        |        |        |        |        |        |        |        |        |

### 選民結構與政治勢力
屏東市境內除了西北方有眷村、營區及空軍基地坐落外，也因其縣治身份、學校數全縣最多及位處高屏地區交通要道之故，故除外省族群集中外也是不少軍公教人員集中地，為縣內少數政治上傾向藍的地區，歷任市長除1986至1990年無黨籍身分容滋浩外其餘皆是中國國民黨籍，民主進步黨每次於屏東市長選舉屢戰屢敗，成為泛綠在南臺灣少數的較艱困區，惟2016年立委選舉民進黨的鍾佳濱在國民黨聲望低迷之際，擊敗曾擔任兩屆屏東市長的王進士，贏得屏東第二選區立委席次，其中在屏東市更以三千票差距勝出。

## 經濟
屏東市15歲以上之就業人口為 85907 人，一級產業人數為3970，約佔4.62%；二級產業人口為23376人，約佔27.21%；三級產業人數約58561人，約68.17%。其中二、三級產業每年生產毛額約370億。

## 公共服務

### 警政治安
- 屏東縣政府警察局
- 屏東縣政府警察局屏東分局
  - 民和派出所
  - 民生派出所
  - 民族派出所
  - 大同派出所
  - 崇蘭派出所
  - 建國派出所
  - 歸來派出所
  - 海豐派出所
  - 公館派出所

### 消防
- 屏東縣政府消防局
- 屏東縣政府消防局第一大隊
  - 屏東分隊
  - 屏東第二分隊

## 教育

### 大專院校
- 國立屏東大學
- 國立屏東科技大學

### 高級中等學校
- 國立屏東高級中學 [32]
- 國立屏東女子高級中學 [33]
- 國立屏東高級工業職業學校[34]
- 屏東縣立大同高級中學[35]
- 屏東縣私立屏榮高級中學[36]
- 屏東縣私立陸興高級中學[37]
- 屏東縣私立民生家商職業學校[38]
- 屏東縣私立華洲工家職業學校[39]
- 國立屏科實驗高級中等學校（國小部暫用原凌雲國小校舍上課）

### 國民中學
- 屏東縣立中正國民中學[40]
- 屏東縣立公正國民中學[41]
- 屏東縣立至正國民中學[42]
- 屏東縣立明正國民中學[43]
- 屏東縣立鶴聲國民中學[44]
- 屏東縣立大同高級中學(國中部)[45]
- 私立陸興高級中學(國中部)[46]

### 國民小學
- 國立屏東大學附設實驗國民小學[47]
- 屏東縣屏東市大同國民小學[48]
- 屏東縣屏東市中正國民小學[49]
- 屏東縣屏東市仁愛國民小學[50]
- 屏東縣屏東市海豐國民小學[51]
- 屏東縣屏東市公館國民小學[52]
- 屏東縣屏東市鶴聲國民小學[53]
- 屏東縣屏東市勝利國民小學[54]
- 屏東縣屏東市歸來國民小學[55]
- 屏東縣屏東市前進國民小學[56]
- 屏東縣屏東市民生國民小學[57]
- 屏東縣屏東市民和國民小學[58]
- 屏東縣屏東市唐榮國民小學[59]
- 屏東縣屏東市建國國民小學[60]
- 屏東縣屏東市忠孝國民小學[61]
- 屏東縣屏東市復興國民小學[62]
- 屏東縣屏東市和平國民小學[63]
- 屏東縣屏東市信義國民小學[64]
- 屏東縣屏東市瑞光國民小學[65]
- 屏東縣屏東市崇蘭國民小學[66]

### 特殊學校
- 屏東啟智教養院

## 交通

### 軌道運輸
臺鐵

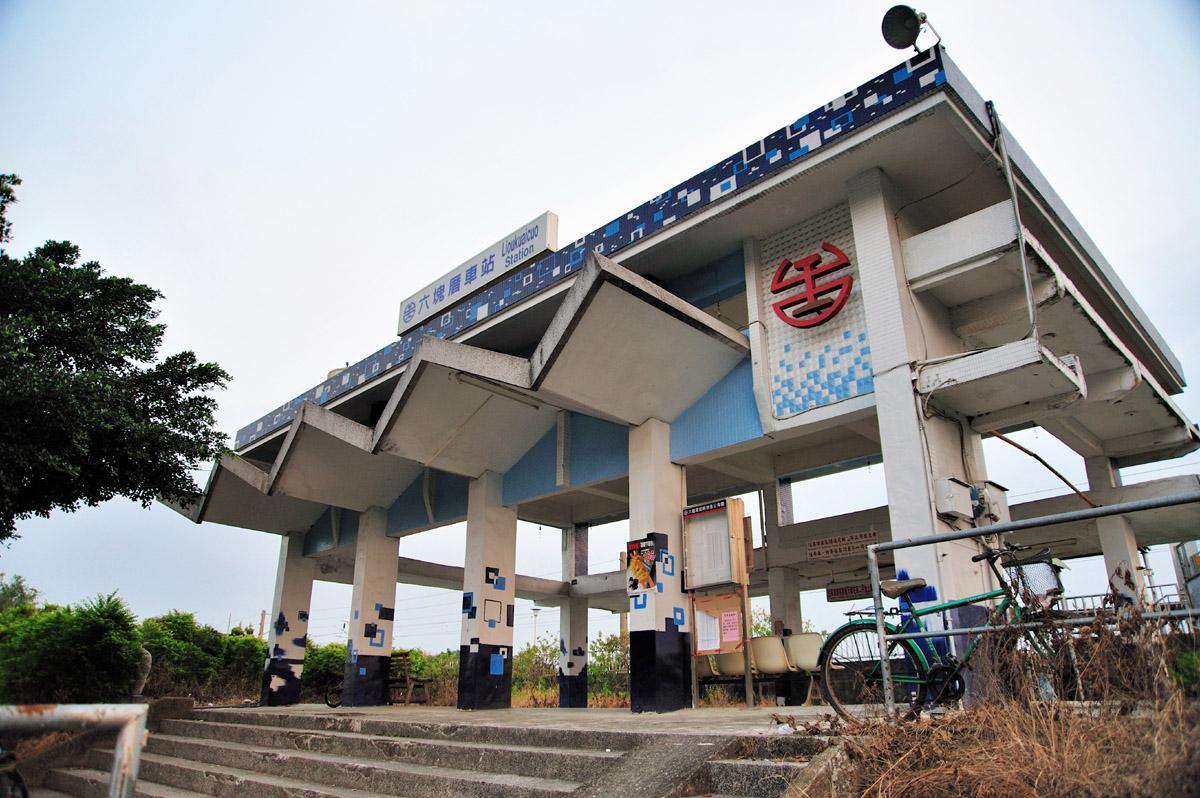
六塊厝車站

- 臺灣鐵路屏東線：六塊厝車站 - 屏東車站 - 歸來車站

高鐵
- 台灣高鐵：屏東站（規劃中，預計把車站設在六塊厝車站）[67]

### 公路
省道
（以下省道皆可通往福爾摩沙高速公路）
註：多數屏東市居民若想去福爾摩沙高速公路（國道三號）會去九如交流道，並非屏東交流道。順帶一提，屏東交流道是在九如鄉和長治鄉。
- 台1線：高雄市大寮區－高屏大橋－建國路－和生路二、一段－民生東路－麟洛鄉
- 台3線：九如鄉－忠孝路－勝利路－和平路－建國路－建國和生路口（接台1線）
- 台24線：建國和平路口（接台3線）－建國路－自由路－大連路－長治鄉
- 台27線：長治鄉德和－海豐街－中正路－復興路－復興南路一、二段－萬丹鄉（通往高雄潮州線）

縣道
- 縣道189號：忠孝堤防路口（接台3線）－屏東機場西側聯外道路－大溪路－萬丹鄉社皮
  - 縣道189甲線：大溪路與牛稠橋路口（接縣道189號）－加工區聯外道路－萬丹鄉

鄉道
- 屏34線
- 屏40線
- 屏41線
  - 屏41-1線
- 屏42線
- 屏45線
- 屏47線

### 市區公車及公路客運
公路客運
- 屏東客運
  - 8201 屏東－萬丹
  - 8202 屏東－萬丹－東港
  - 8203 屏東－社皮－進德橋－東港
  - 8208 屏東－萬丹－潮州
  - 8216 屏東－九如－里港
  - 8217 屏東－九如－里港－高樹
  - 8218 屏東－九如－里港－大津
  - 8220 屏東－九如－里港－美濃
  - 8221 屏東－德和－鹽埔
  - 8223 屏東－洛陽－高朗朗－鹽埔
  - 8225 屏東－洛陽－仕絨－鹽埔
  - 8226 屏東－德和－鹽埔－高樹
  - 8227 屏東－長治－三地門鄉公所
  - 8228 屏東－長治－份仔－水門
  - 8229 屏東－長治－三和村－水門
  - 8230 屏東－建興－龍泉
  - 8231 屏東－內埔－東勢－水門
  - 8232 屏東－內埔－老埤－水門
  - 8233 屏東－內埔－老埤－水門－霧台
  - 8235 屏東－西勢－內埔－佳佐
  - 8236 屏東－內埔－萬巒－佳佐
  - 8237 屏東－內埔－竹田－潮州
  - 8238 屏東－內埔－萬巒－潮州
  - 8239 屏東－內埔－竹田－潮州－恆春

- 國光客運
  - 1773 屏東－內埔－潮州－枋寮－恆春
  - 1780 屏東－內埔－潮州－佳冬－枋寮

國道客運
- 統聯客運
  - 1613 屏東－九如交流道－中港轉運站－台北
- 國光客運
  - 1839 屏東－九如交流道－國道一號－台北
  - 1839A 屏東－九如交流道－西螺－國道一號－台北
  - 1873 屏東－九如交流道－國道一號－台中

市區公車
- 高雄市公車（高雄客運、皇冠大車隊）
  - 8048 捷運都會公園站－鳳山－屏東轉運站
  - T511 多納－屏東

- 屏東縣市區公車（屏東客運）

| 路線編號 | 路線名稱                   | 備註                                                                     |
| -------- | -------------------------- | ------------------------------------------------------------------------ |
| 505      | 永大路－和平國小           | 例假日停駛，經復興圖書館、屏東轉運站、太平洋百貨、環球購物中心、瑞光夜市 |
| 506      | 廣勝路口－屏東縣民公園     | 例假日停駛，經寶建醫院、勝利星村、屏東轉運站、屏東市公所                 |
| 506A     | 屏東總圖－屏東大學民生校區 | 屏市假日觀光公車，經幸福公園、勝利星村、屏東轉運站、屏東縣民公園         |
| 508      | 屏東轉運站－屏東轉運站     | 台灣好行神山線，經谷川大橋遊憩區、神山部落、霧台部落、禮納里部落         |
| 509      | 屏東轉運站－屏東科技大學   | 經家樂福屏東店、基督教醫院、國仁醫院                                     |
| 513      | 屏東轉運站－屏東轉運站     | 分順向、逆向，經大同高中、崇蘭環保公園、屏大附小                         |
| 515      | 廣勝路口－屏東家扶中心     | 經寶建醫院、勝利星村、屏東轉運站、復興國小、鶴聲國中                     |
| 516      | 陸興高中－加工出口區       | 例假日停駛，經屏東體育館、屏東轉運站、大同國小、大慶工業區               |
| 516A     | 陸興高中－建國路           | 例假日停駛，經屏東體育館、屏東轉運站、大同國小                           |

### 公共自行車
YouBike2.0系統於2023年2月1日正式營運，截至2025年8月15日於屏東市內設置71處站點。

### 航空
- 屏東機場（已停辦民航業務）

## 活動

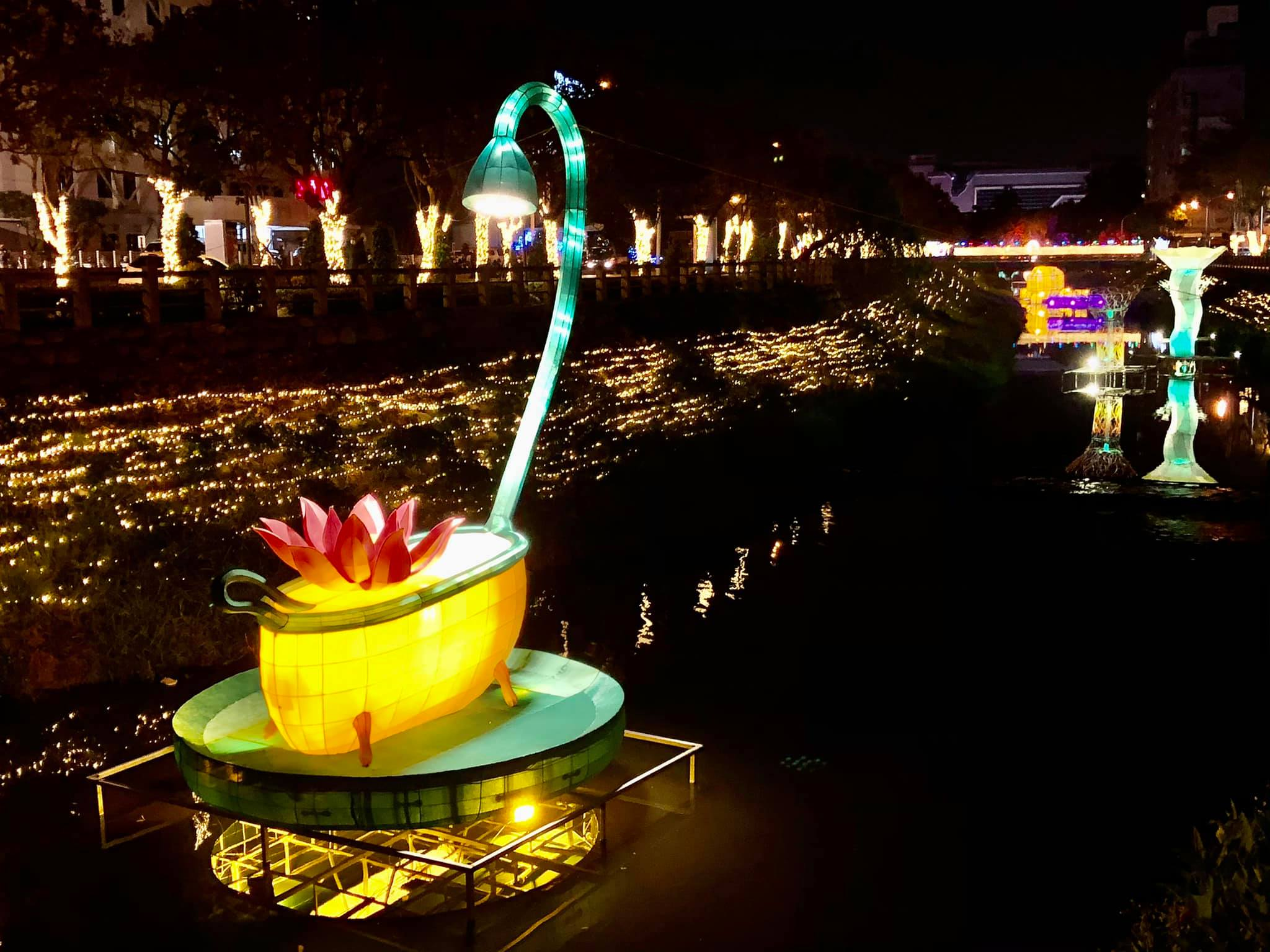
2021年屏東市萬年溪綵燈節

- 屏東採燈節（2022年起改名為屏東燈節）
- 屏東三大日音樂節
- 我們生活節
- 屏東涼夏祭
- 屏東國際風箏節
- 屏東聖誕節
- 屏東跨年晚會

## 旅遊

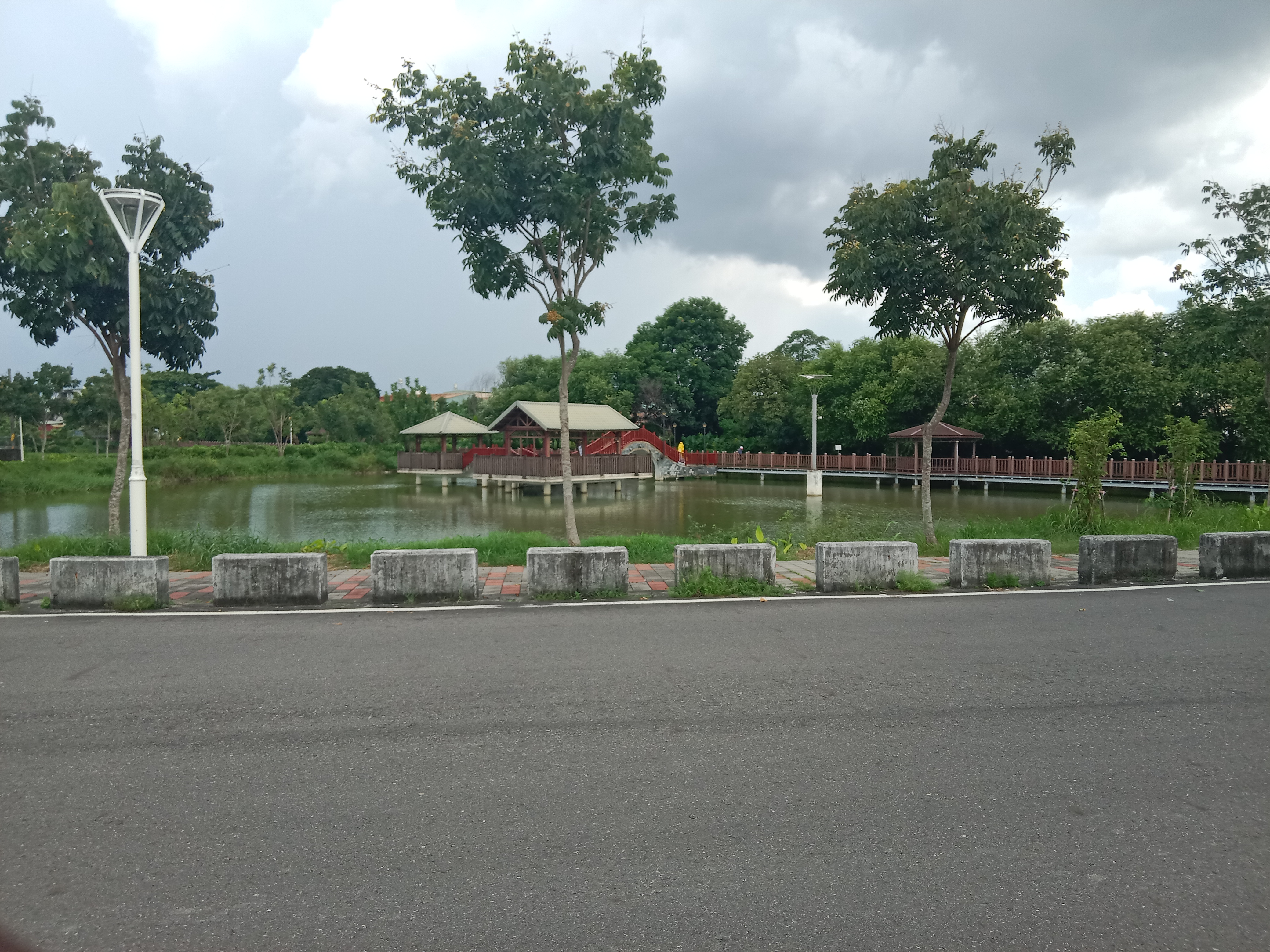
屏東市牛井堀公園

宗教、古蹟
- 下淡水溪舊鐵橋（國定古蹟）
- 阿猴城東門（朝陽門，縣定古蹟）
- 屏東書院（縣定古蹟）
- 崇蘭蕭氏家廟（縣定古蹟）
- 宗聖公祠（縣定古蹟）
- 邱姓河南堂忠實第（歷史建築）
- 屏東慈鳳宮
- 屏東市玉皇宮
- 屏東慈惠堂
- 屏東都城隍廟
- 海豐三山國王廟
- 東山禪寺

休閒
- 屏東公園（舊稱中山公園）
- 千禧公園
- 屏東縣民公園
- 崇蘭環保公園
- 高屏溪河濱公園
- 復興公園
- 永大公園（含海盜船及沙灘）
- 瑞光公園
- 忠孝公園
- 廣興公園
- 鶴聲公園
- 萬年溪牛角橋（萬年公園、勞動公園）
- 屏東糖廠
- 牛井堀公園屏東市牛井堀公園

運動
- 屏東市國民運動中心
- 屏東縣立體育館
- 屏東縣立棒球場
- 屏東縣立田徑場

藝文
- 屏東總圖
- 屏東美術館
- 屏東藝術館
- 將軍之屋
- 孫立人將軍行館（族群音樂館）
- 屏東演武場
- 軍歌館
- 屏東縣青創聚落
- 職人町
- 勝利星村創意生活園區（勝利星村）
- 崇仁新村
- 屏菸1936文化基地
- 屏東演藝廳
- 屏東青少年中心
- 屏東縣青年學院

夜市
- 民族夜市

影城與戲院
- 屏東數位影城
- 國賓影城（屏東環球購物中心內）

## 醫療
- 屏東榮民總醫院
- 衛生福利部屏東醫院
- 屏基醫療財團法人屏東基督教醫院
- 寶建醫療社團法人寶建醫院
- 國仁醫院
- 國軍高雄總醫院屏東分院
- 安和醫療社團法人安和醫院
- 優生醫療社團法人優生醫院
- 民眾醫院
- 復興醫院
- 國新醫院

## 商店與市集

### 百貨公司與購物中心

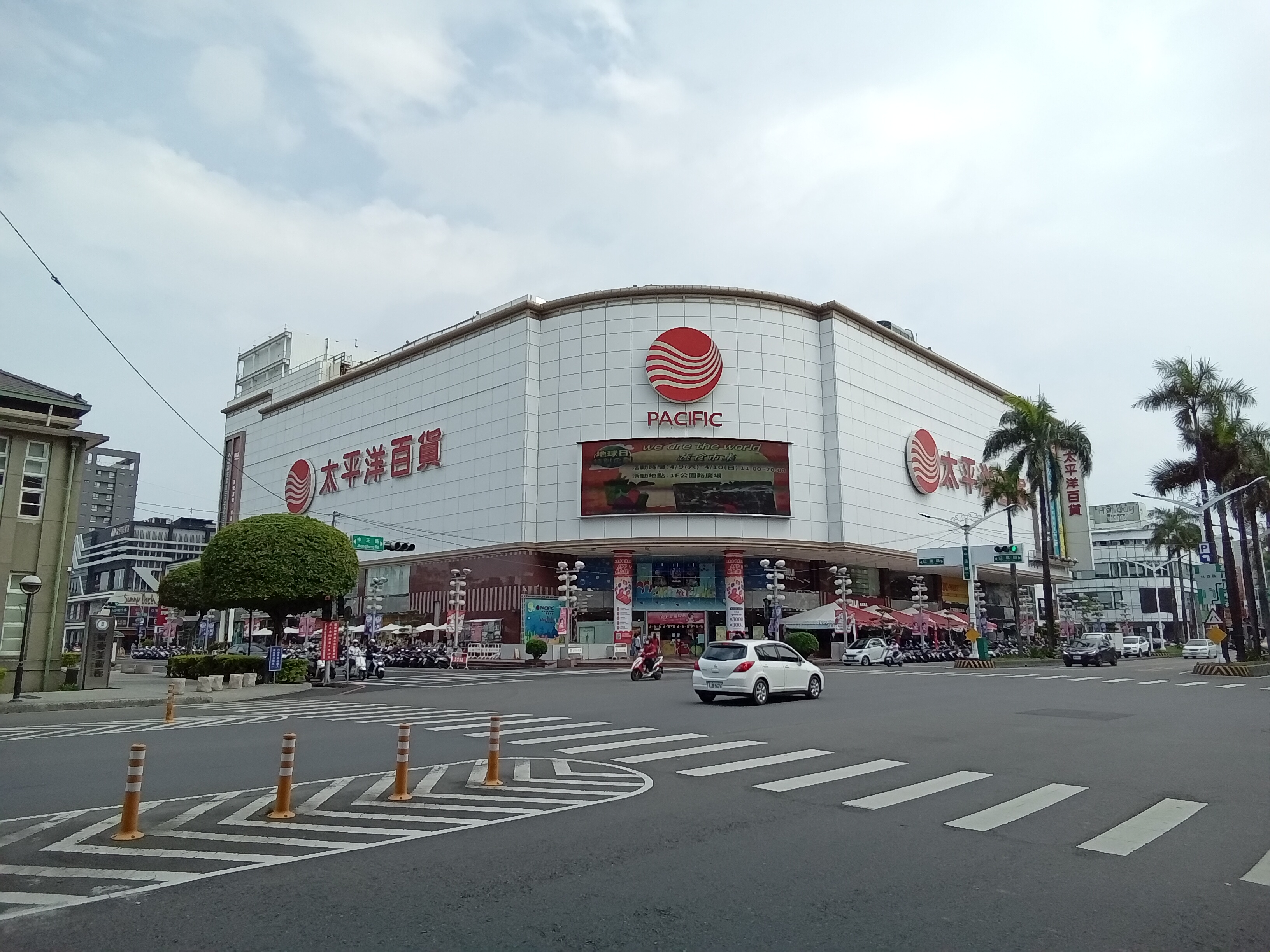
太平洋百貨屏東店
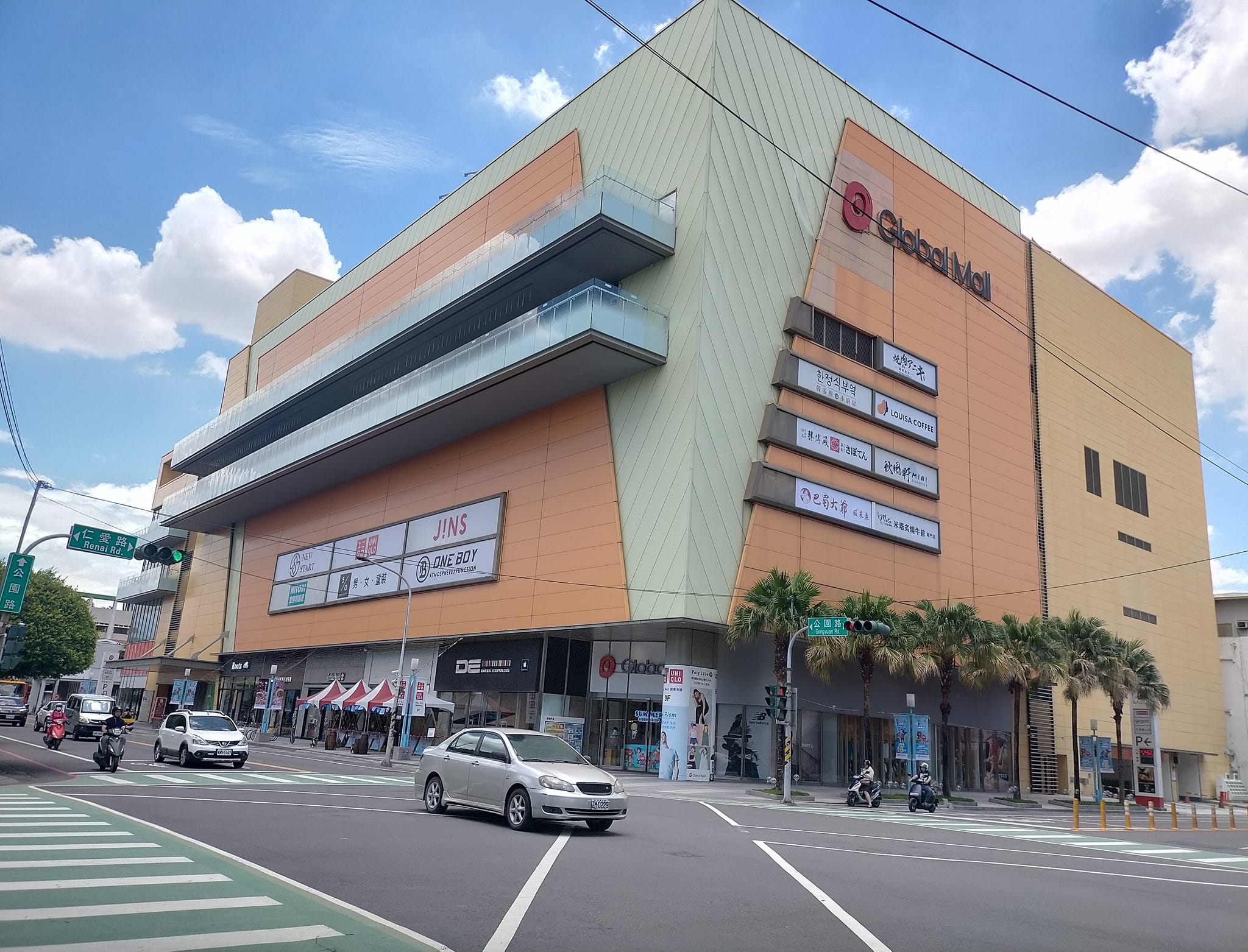
環球購物中心屏東店

- 太平洋百貨屏東店
  - 本館
  - 二館日光廣場
  - 屏東車站商場及屏東轉運站商場
- 環球購物中心屏東店

### 量販店與專業賣場

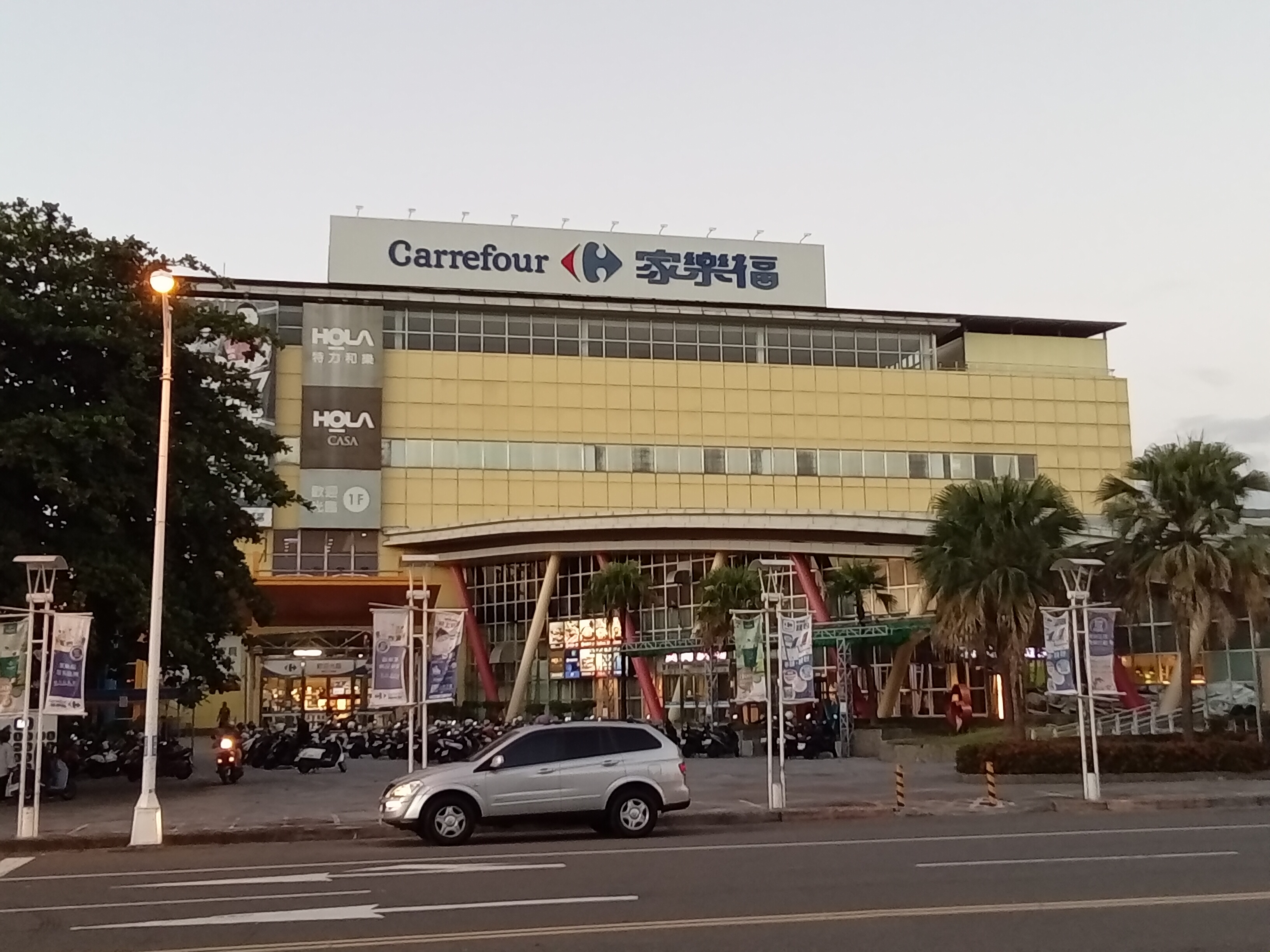
家樂福新屏店

- 家樂福（屏東店及新屏店）
  - 家樂福便利購（自由店）
- 全聯福利中心
- 特力屋
- 迪卡儂
- Gogoro
- 偉士牌
- 光陽機車
- YAMAHA機車
- 德誼數位 Apple
- 三星
- 索尼
- OPPO
- 燦坤3C
- 全國電子
  - 全國電子Digital-City
- 寶雅生活館
- 屈臣氏
- 康是美
- 光南大批發
- 金玉堂文具
- 無印良品
- 星巴克
- 路易莎咖啡
- 麥當勞
- 肯德基
- 丹丹漢堡
- 漢堡王
- 誠品書店
- 金石堂書店
- 518文具
- 101文具天堂 （页面存档备份，存于）
- 九乘九文具專家
- 美樂家健康生活館

### 傳統市場
- 屏東市西區公有零售市場
- 中山黃昏市場
- 中央市場
- 北區市場
- 建國市場
- 建華市場
- 東區市場
- 果菜市場
- 和生市場
- 南區市場
- 永樂市場

## 國際交流

### 姐妹市
美國賓州威廉波特市

## 在建工程

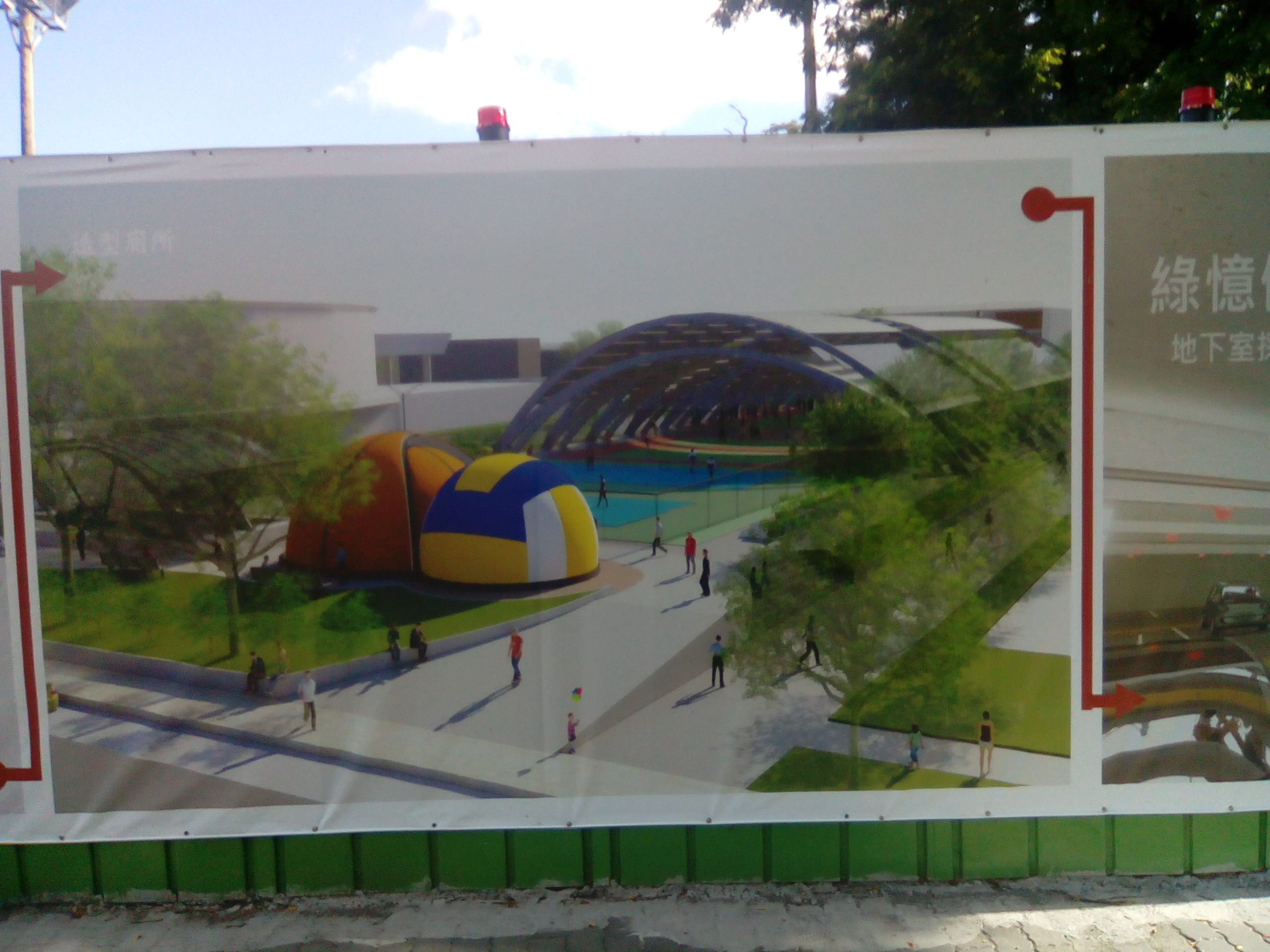
屏東公園改建工程

## 相關連結
- 屏東市民代表會
- 屏東街
- 屏東市 (州轄市)
- 屏東市 (省轄市)

## 外部連結
- 屏東市公所 （页面存档备份，存于）
- 屏東縣政府消防局 （页面存档备份，存于）
- OpenStreetMap上有關屏東市的地理

| 先前機關： 屏東市 (省轄市) | 屏東市 1951年- | 後繼機關： - |